# Hercegovina-Neretva kanton
Hercegovina-Neretva (kroatiska: Hercegovačko-neretvanska županija, bosniska: Hercegovačko-neretvanski kanton) är en kanton i entiteten federationen Bosnien och Hercegovina. Namnet syftar till landskapet Hercegovina och floden Neretva som flyter genom den. Kantonen är belägen i västra Hercegovina, i södra Bosnien-Hercegovina, och besitter vid staden Neum landets enda kuststräcka. Staden Mostar är Hercegovina-Neretvas administrativa centrum och huvudort.

## Administrativ indelning
Hercegovina-Neretva kanton är uppdelad i följande nio kommuner:
- Čapljina
- Čitluk
- Jablanica
- Konjic
- Mostar
- Neum
- Prozor-Rama
- Ravno
- Stolac

## Demografi
Kantonen är till skillnad från en del andra etniskt blandad och har en liten majoritet kroater, en stor minoritet bosniaker och en liten minoritet serber. 
Kroater är i majoritet i kommunerna Čapljina, Čitluk, Neum, Prozor-Rama, Ravno och Stolac medan bosniakerna är i majoritet i Jablanica och Konjic. Mostar är en blandad kommun.
Hercegovina-Neretva kanton hade 2003 en befolkning på 219 223 invånare varav dessa var:
- Kroater: 110 714 (50,5%)
- Bosniaker: 102 019 (46,5%)
- Serber: 5 486 (2,5%)
- Övriga: 1 004 (0,5%)